# Yuka Kobayashi
Yuka Kobayashi (Japans: 小林 優香) (Tosu, 18 januari 1994) is een Japans voormalig baanwielrenster gespecialiseerd in de sprintonderdelen. In januari 2019 won Kobayashi de keirin tijdens de Aziatische kampioenschappen baanwielrennen.

## Palmares
| Jaar      | JK                             | AK                                                       | WK                    | Overig                                   |
| Als elite | Als elite                      | Als elite                                                | Als elite             | Als elite                                |
| --------- | ------------------------------ | -------------------------------------------------------- | --------------------- | ---------------------------------------- |
| 2014      | keirin · sprint · 500m tijdrit |                                                          | 10e teamsprint        |                                          |
| 2015      |                                | 8e keirin                                                |                       |                                          |
| 2016      | keirin                         |                                                          |                       |                                          |
| 2017      | keirin · sprint                |                                                          |                       |                                          |
| 2018      |                                |                                                          | 21e keirin 22e sprint |                                          |
| 2019      | keirin · sprint                | januari · keirin · 5e sprint · oktober · keirin · sprint | 13e keirin 24e sprint |                                          |
| 2020      |                                |                                                          | 16e sprint 19e keirin |                                          |
| 2021      |                                |                                                          |                       | Olympische Spelen: 14e sprint 16e keirin |
| 2022      |                                | sprint · teamsprint · 4e keirin                          |                       |                                          |